# Lewis, Skottland

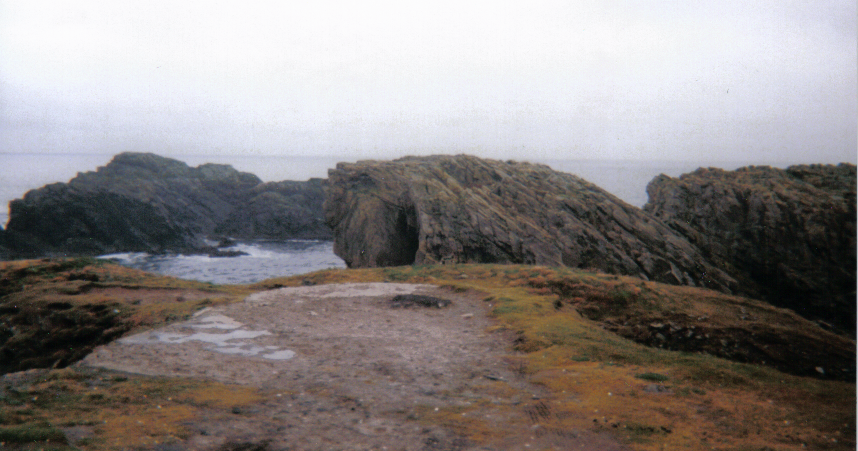
Butt of Lewis.

Isle of Lewis (skotsk gaeliska: Eilean Leòdhas) utgör den norra delen av Lewis and Harris, den största ön i Yttre Hebriderna i Skottland. Den södra delen av ön kallas Harris (skotsk gaeliska: Na Hearadh). Den största orten på Lewis, och dessutom Yttre Hebridernas enda burgh, är Stornoway (Steòrnabhaigh). Lewis är 1 770 kvadratkilometer stort. Vid 2001 års folkräkning hade Lewis 16 872 invånare.
Lewis brukar även kallas Eilean an Fhraoich (ljungbetäckt ö).

## Historia
Det har funnits människor på Lewis i minst 8 000 år, vad olika stensättningar och rester av svedjebruk som gjorde det möjligt att införa hjortar till ön bevisar. Det första arkeologiska beviset på bosättningar är 5 000 år gammalt, och de flesta av dessa stenhus finns i området runt Carloway och stränder som Dàil Mòr.
Callanish (skotsk gaeliska: Calanais) brukar beskrivas som Skottlands motsvarighet till Stonehenge och ännu vet ingen vad stencirklarna användes till, men bland annat anses de vara riktlinjer för olika sol- och månrelaterade händelser. 
Efter det skotska upproret 1745 förbjöds gaeliska och dess kulturella uttryck - det blev förbjudet att bära kilt, sjunga waulking songs med mera, men språket dog ändå inte ut. En av följderna blev dock att många gaeler emigrerade till Nova Scotia, i Kanada, där än idag gaeliska talas och provinsen även kallas Alba Nuadh - Nya Skottland på skotsk gaeliska.

## Geografi
Isle of Lewis är huvudsakligen relativt låglänt medan Harris är mer bergigt, men tack vare att Lewis är mindre täckt av berg och kullar betyder det också att Yttre Hebridernas enda stad, Stornoway befinner sig här, såväl som mer än en tredjedel av öns befolkning.

## Flora och fauna
Djurlivet på Isle of Lewis är ofta sett som unikt, och förutom kungsörn, kronhjortar och flera olika arter sälar finns även en ovanlig flora på ön, såväl som den äldsta stensorten i Europa, Lewissian Gneiss.

## Demografi och kultur
Större delen av Lewis befolkning är presbyterianer, och ön tillhörde under vikingatiden norrmännen. Vad som idag utmärker Lewis från resten av Skottland är att söndagen fortfarande ses som en vilodag, vilket gör att alla butiker och restauranger håller stängt, med några få undantag i Stornoway där vissa restauranger håller öppet. Det gaeliska språket är av största vikt på Isle of Lewis och är till och med det första språket i de flesta fall. Byn Nis på norra delen av ön har världens högsta andel av människor med skotsk gaeliska som modersmål. Lewis har en rik muntlig tradition som innefattar sånger, myter och olika former av berättelser, och varje år i juli arrangeras en av de viktigaste festivalerna för keltisk musik - Hebridean Celtic Festival / Fèis Cheilteach Innse Gall på ön.

## Sevärdheter
- Callanish standing stones; stensättningen Calanais består av ett stort antal mindre stencirklar och ett par större.
- Dùn Charlabhagh Broch; ett skyddstorn från järnåldern
- Järnåldershuset vid Bostadh
- Garenin Blackhouse Village i Carloway
- St. Columba's kyrka i Aignish
- Teampull Mholuaidh i Nis
- Clach an Truiseil - en av alla resta stenar på ön
- Clach Na Thursa, Carlabhagh
- Bonnie Prince Charlie's Monument, Arnish
- Lews Castle
- Klipporna vid Butt of Lewis, såväl som fyren
- Uigs stränder
- Tràigh Tolstadh - stranden vid Tolsta
- Tràigh Dàil Mòr, strand vid Uig
- Nis
- Hamnen i Stornoway, såväl som staden själv